# Noventa minutos
Noventa minutos es una película española de drama estrenada en 1949, dirigida por Antonio del Amo y protagonizada en los papeles principales por Nani Fernández y Enrique Guitart.
La película fue restaurada durante tres años (2015-2018) por parte del Centro de Conservación y Restauración de la Filmoteca Española (CCR).

## Sinopsis
Un grupo de vecinos con distintas ideas y circunstancias, junto con un policía y un ladrón, se esconden en un refugio antiaéreo durante un bombardeo aéreo alemán sobre Londres. Una vez finalizado el ataque descubren que no pueden salir de allí, por estar la puerta de entrada atascada por los escombros. Es a partir de ahí cuando descubren que pueden morir asfixiados en un plazo máximo de noventa minutos, los cuales cambiarán las vidas de todos ellos y harán que aflore la verdadera identidad de cada uno.

## Reparto
- Julia Caba Alba como Sra. Winter
- Antonio del Amo como Un guardia
- Fernando Fernán Gómez como Sr. Marchand
- Nani Fernández como Doctora Suárez
- Enrique Guitart como Richard (ladrón)
- José Jaspe como Sr. Dupont
- José María Lado como 	Preston
- Mary Lamar como Sra. Dupont
- Gina Montes como Clara Marchand
- Lolita Moreno como Helen Winter
- Carlos Muñoz como John
- Fulgencio Nogueras como Coronel Urbaneta
- Jacinto San Emeterio como	Albert